# Alstom Coradia A TER
Az Alstom Coradia A TER (Autorail TER)-családba tartozó szóló dízelmotorkocsi a Deutsche Bahn és a francia SNCF közös projektjeként jött létre, kifejlesztője a francia De Dietrich Ferroviaire és a német Linke-Hofmann-Busch cégek voltak. Ma mindkét járműgyártó a francia Alstom-csoport tagja, Alstom DDF és Alstom LHB néven.
A típusból 312 db-ot szállítottak X 73500 sorozatjellel az SNCF, 40 db-ot 641 sorozatjellel a DB és 6 db-ot a Luxemburgi Vasút (CFL) részére. 
További 19 db motorkocsit szereztek be X 73900 sorozatjellel a Franciaország és Németország közötti nemzetközi forgalomra, melyek közül kettőt (X 73914 és 73915), melyet Saar-vidék finanszírozott, DB-színekre fényeztek.
A járműveket központi ütköző-vonókészülékkel látták el. A gépcsoportokat a forgóvázak előtt helyezték el, mely masszív orr-rész benyomását kelti, innen kapta a típus a német becenevét, a "Bálná"-t. Luxemburgban - vélhetően hasonló okból - a motorkocsikat a nem éppen költői "Dildo" néven illették.

## Üzeme

### Franciaország
A francia járművek az alábbi vonalakon közlekednek:
- Toulouse - Colomiers - L'isle Jourdain - Auch
- Le Havre - Rolleville,
- Nantes - Vertou
- Strasbourg - Sarreguemines- Saarbrücken Hauptbahnhof
- Sarreguemines - Sarre-Union
- Strasbourg - Wissembourg
- Krimeri-Meinau - Sarreguemines- Saarbrücken Hauptbahnhof
- Strasbourg - Krimeri-Meinau
- Tours - Chinon
- Besançon - Morteau - La Chaux-de-Fonds
- Dole - Mouchard - Andelot - Champagnole - Morez - Saint Claude
- Belfort - Lure - Vesoul
- Beauvais - Grandvilliers - Abancourt - Le Tréport-Mers
- Limoges Bénédictins - Meymac - Ussel
- Clermont Ferrand - Gannat / Volvic - Lapeyrouse - Commentry - Montluçon
- Montluçon - Saint Amand Montrond - Bourges
- Saumur - Thouars - Bressuire
- Mulhouse - Thann - Kruth
- Lison - Saint-Lô - Coutances
- Marvejols - La Bastide-Saint-Laurent-les-Bains

### Németország
A DB járművei Baden-Württembergben a Hochrheinnál - Basel Bad Bhf és Lauchringen között - és Türingiában Erfurtból kiindulóan közlekednek. Türingiában többek között a Schwarzatalbahnon Rottenbach és Katzhütte között, a Pfefferminzbahnon Straussfurt és Grossheringen között, a Friedrichrodaer Bahnon Friedrichroda és Fröttstädt között, valamint a Saalfeld és Blankenstein között, illetve Gotha és Gräfenroda között közlekednek.

### Luxemburg
Először a Bettemburg-Büdelingen szakaszon álltak forgalomba, később közlekedtek még:
- Luxemburg-Kleinbettingen,
- Noerzingen-Rümelingen,
- Kautenbach-Wiltz és
- Ettelbrück-Diekirch között.

A CFL a járműveit 2005 decemberében eladta az SNCF-nek, ahol azok (az eredeti számsorrendben) az X 73813 – X 73818 pályaszámokat kapták.

## Képgaléria

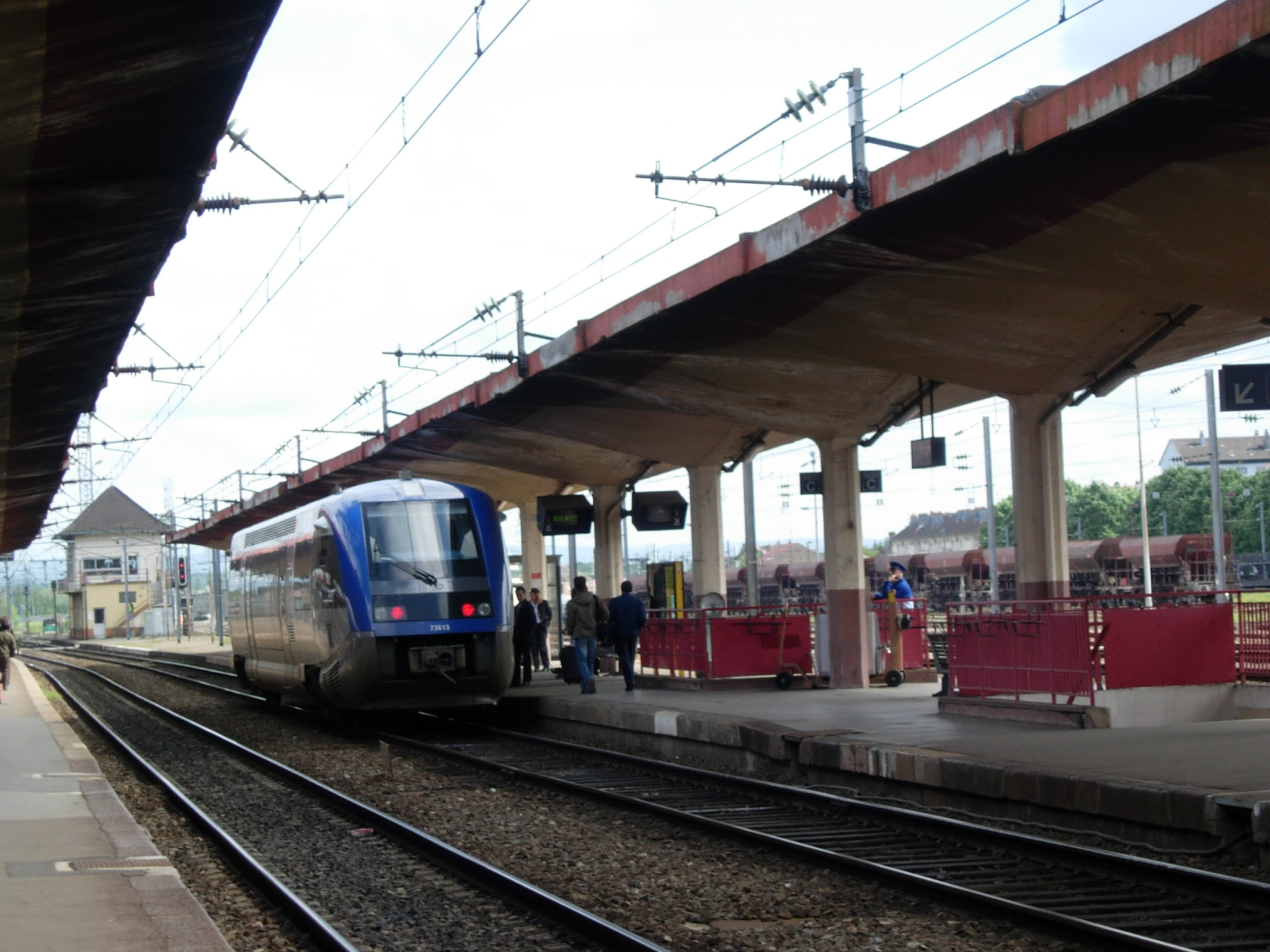
A típus egy járműve Belfortban
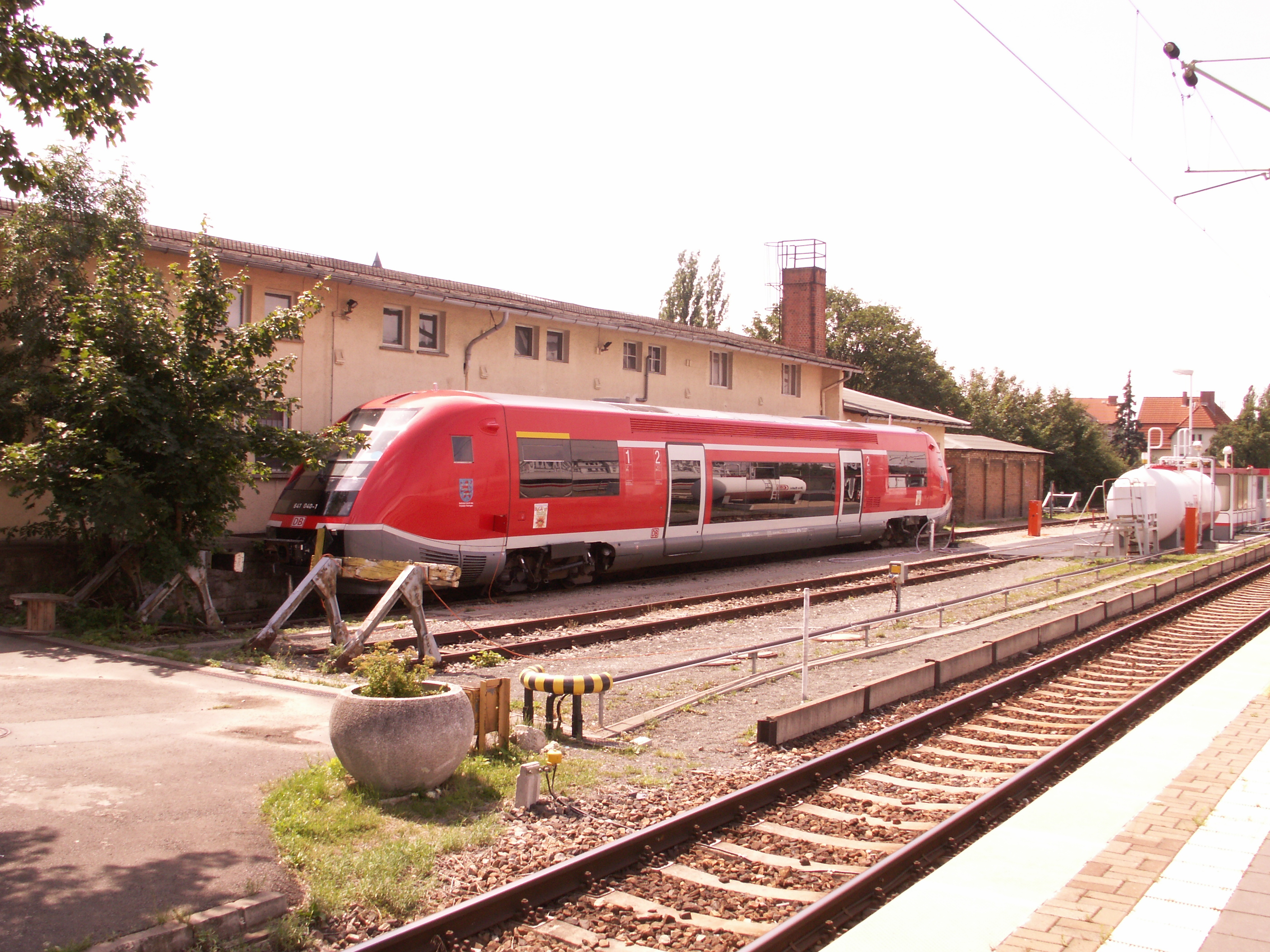
A DB 641 sorozatú járműve
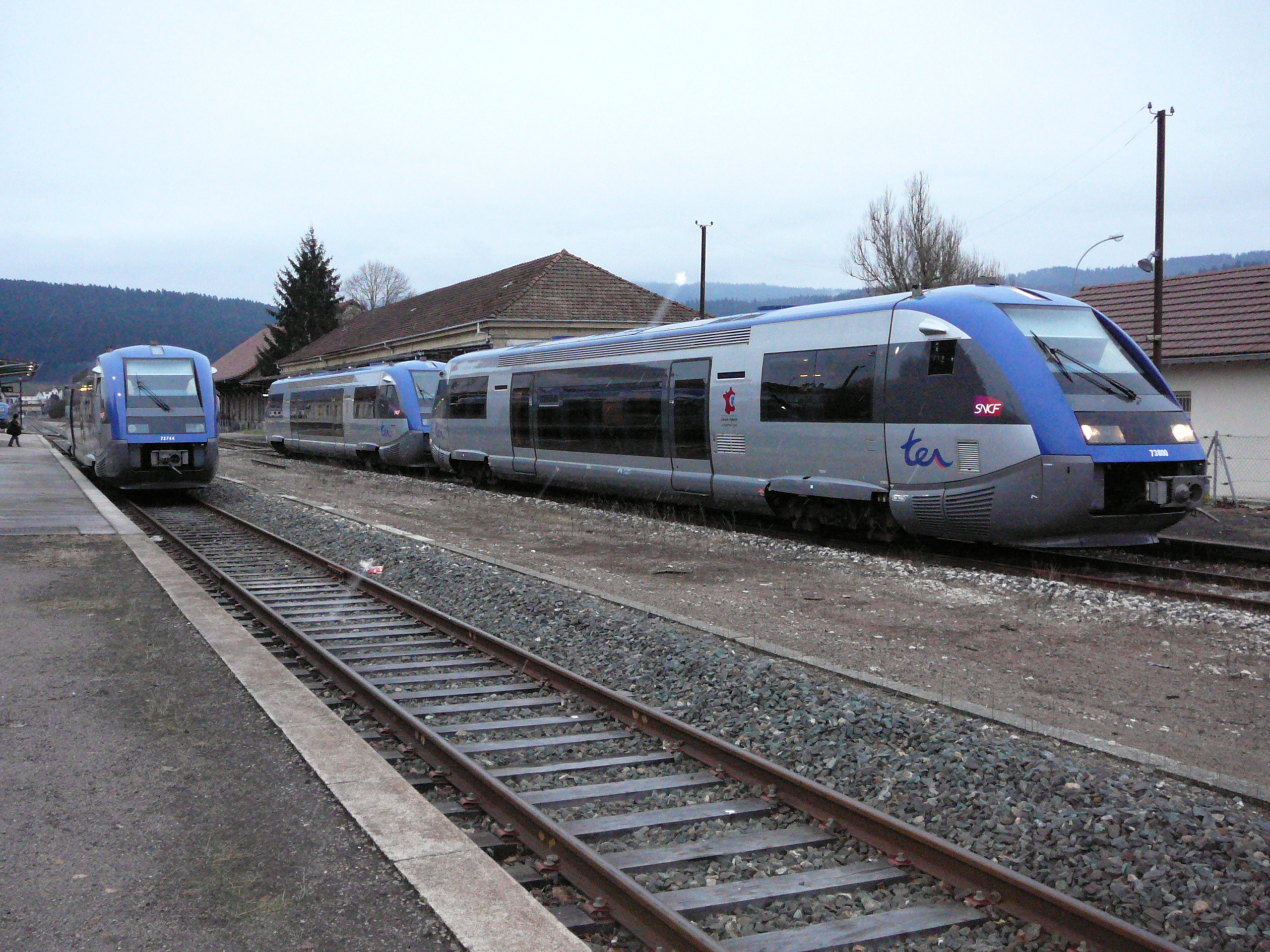
Három X 73500 Morteau pályaudvarán
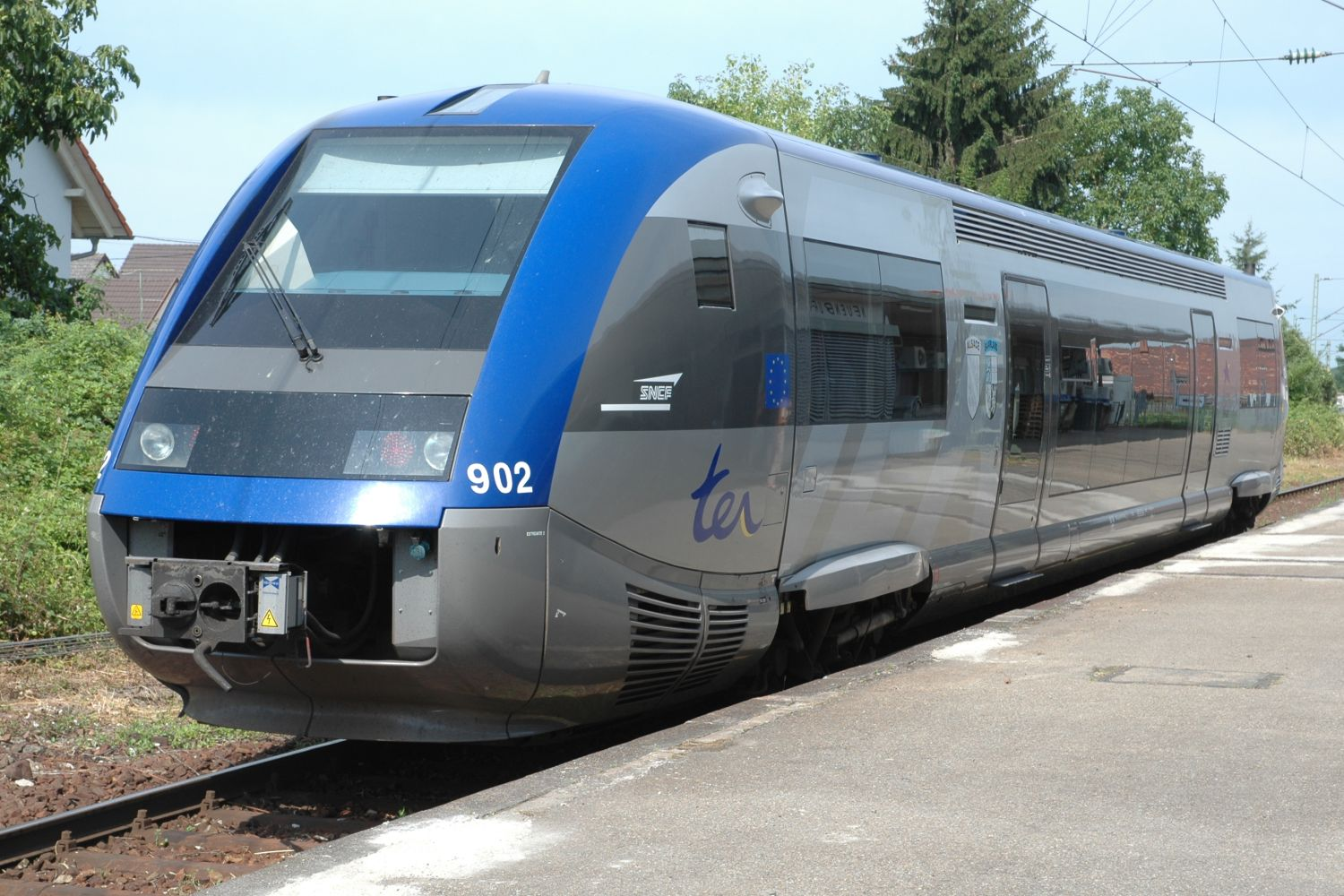
X 73900 Müllheim-Mulhouse között